# 660 هـ
660 هـ هي سنة في التقويم الهجري امتدت مقابلةً في التقويم الميلادي بين سنتي 1261 و1262.

## مواليد
- ابن الطقطقي
- ابن طبا طبا

## وفيات
- ابن العديم
- الحسن المراكشي
- العز بن عبد السلام
- ابن نجا الإربلي